# Carlo Perogalli
Carlo Perogalli (né en 1921 à Milan et mort en 2005) est un architecte et urbaniste italien du XXe siècle. Il est reconnu pour ses travaux dans le domaine de l'architecture moderne et industrielle en Italie.

## Biographie
Carlo Perogalli a étudié l'architecture au Politecnico di Milano, où il a obtenu son diplôme dans les années 1940. Il a été influencé par les principes du rationalisme italien et a travaillé sur de nombreux projets d’urbanisme et d’architecture industrielle.

## Œuvres et contributions
Perogalli a conçu plusieurs bâtiments résidentiels et industriels en Italie, particulièrement en Lombardie et dans la région de Milan. Parmi ses projets notables figurent :
- Le complexe résidentiel de la Via Monti à Milan[2].
- L’hôpital de Sondalo, conçu dans une approche fonctionnelle et moderne[3].
- Divers bâtiments industriels et sièges d’entreprises en Lombardie[4].

## Influence et reconnaissance
L’architecture de Perogalli reflète une recherche constante de rationalité fonctionnelle et d’intégration dans le paysage urbain. Son travail a été publié dans plusieurs revues spécialisées et il a également enseigné au Politecnico di Milano.